# سید محمد موسوی (نوازنده نی)
محمد موسوی (زادهٔ ۱۲ اردیبهشت ۱۳۲۵ در اهواز)، نوازندهٔ نی اهل ایران است.

## زندگی‌نامه
سید محمدکاظم موسوی شوشتری در ۱۲ اردیبهشت سال ۱۳۲۵ در اهواز متولد شد. ابتدا به ویلن علاقه داشت، اما با شنیدن صدای نی حسن کسائی از رادیو به شدت شیفته صدای نی شد. در سال ۱۳۴۶ توسط احمد عبادی به رادیو راه یافت و در سال ۱۳۵۰ در مرکز حفظ و اشاعه موسیقی به فعالیت مشغول شد.
وی در گروه استادان موسیقی ایران به سرپرستی فرامرز پایور عضویت داشت و به همراه این گروه اجراهایی در ایران و سایر کشورها داشت. همچنین وی در آثاری مانند نوا و سر عشق با محمدرضا شجریان همکاری کرده است.
محمد موسوی در دهه ۱۳۶۰، همکاری‌های متعددی با پرویز مشکاتیان و محمدرضا شجریان داشت که حاصل آن ضبط‌هایی خصوصی است که برخی از این آثار به انتشار رسیده است. او در دهه ۱۳۷۰ نیز با آواز شهرام ناظری و گروه استادان موسیقی ایران، آثاری را به اجرا و ضبط رساند. وی در سال ۱۳۸۷ پس از سال‌ها سکوت، کنسرتی در سالن کوچک وزارت کشور برگزار کرد. محمد موسوی به غیر از نی با نواختن سازهای ویلن (به سبک ایرانی) و سه‌تار نیز آشناست. او دارای مدرک درجه یک هنری از وزارت ارشاد و بازنشستهٔ صدا و سیما است.
در اردیبهشت ۱۳۹۷ به مناسبت هفتاد و دومین سالروز تولد محمد موسوی، مراسمی با عنوان «آن نایی دلداده» در فرهنگسرای نیاوران برگزار شد.